# Друга битка на Марни
Друга битка на Марни је велика битка Првог светског рата, која се одвијала близу реке Марне од 15. јула 1918. до 5. августа 1918.
Била је то последња велика немачка офанзива на западном фронту. Битка је завршена савезничком победом, када су Французи кренули у контранапад и савладали Немце наносећи им тешке губитке.

## Увод
Након неуспеха Пролећне офанзиве и покушаја да се на тај начин оконча рат, немачки командант Ерих Лудендорф је веровао да ће напад кроз Фландрију донети Немачкој одлучну победу. Да би сакрио своје намере и одвукао савезничке трупе од Белгије, Паул фон Хинденбург је планирао да изврши велики напад дуж Марне.

## Битка
Битка је почела 15. јула 1918. када су 23 немачке дивизије из састава Прве и Треће армије напале француску Четврту армију под командом генерала Анрија Журоа, источно од Ремса. У међувремену је 17 дивизија немачке Седме армије, потпомогнутих Деветом армијом напало француску Шесту армију западно од Ремса. Ерих фон Лудендорф се надао да ће расцепити француске снаге на два дела.
Французима је дошло у помоћ 85.000 америчких војника и војска британског експедиционог корпуса. Зауставили су немачки напад источно од Ремса већ првог дана. Напад на западу је био успешан и Немци су се пробили кроз линије француске Шесте армије и напредовали су 9 mi (14 km), пре него што их је 17. јула зауставила француска Девета армија уз помоћ Американаца, Британаца и Италијана.
Када је уочио да Немци нису успели да се пробију, врховни командант савезничких снага Фердинанд Фош је наредио 18. јула 1918. велики контранапад. Двадесет и четири француске дивизије, заједно са савезничким снагама и са 350 тенкова напали су Немце. Французи су били успешни у контранападу. Првог дана битке француска Десета и Шеста армија су напредовале 5 mi (8,0 km). Пета и Девета француска армија су извеле додатне нападе на западу. Немци су 20. јула 1918. наредили повлачење на положаје, са којих су започели Пролетњу офанзиву почетком те године. Савезнички контранапад је 6. августа зауставила добро укопана немачка војска.

## Последице
Катастрофални немачки пораз узроковао је да се одустане од Лудендорфових планова о инвазији Фландрије. Та савезничка победа је била први корак према серији савезничких победа, којима је завршен Први светски рат.
Првог дана битке погинуо је Стеван Килибарда, исељеник рођен у Велимљи (или Тупану). За показано јунаштво је одликован Крстом за истакнуту службу, додељеним његовој мајци 1937.